# Myopa nigrita
Myopa nigrita är en tvåvingeart som beskrevs av Christian Rudolph Wilhelm Wiedemann 1824. Myopa nigrita ingår i släktet Myopa och familjen stekelflugor.
Artens utbredningsområde är Marocko. Inga underarter finns listade i Catalogue of Life.